# Idaea aureospoliata
Idaea aureospoliata är en fjärilsart som beskrevs av Boldt 1925. Idaea aureospoliata ingår i släktet Idaea och familjen mätare. Inga underarter finns listade i Catalogue of Life.